# Lucca (provins)
Lucca är en provins i regionen Toscana i Italien. Lucca är huvudort i provinsen. Hertigdömet Lucca införlivades i Storhertigdömet Toscana 1847 och blev en del av Centralitaliens förenade provinser 1859 innan det efter en folkomröstning annekterades av Kungariket Sicilien 1860.

## Administration
Provinsen Lucca är indelad i 33 kommuner. Alla kommuner finns i lista över kommuner i provinsen Lucca.
| Datum          | Ny kommun              | Kommuner som upphörde              |
| -------------- | ---------------------- | ---------------------------------- |
| 1 januari 2014 | Fabbriche di Vergemoli | Fabbriche di Vallico och Vergemoli |
| 1 januari 2015 | Sillano Giuncugnano    | Giuncugnano och Sillano            |

## Geografi
Provinsen Lucca gränsar:
- i norr mot provinserna Reggio Emilia och Modena
- i öst mot provinserna Pistoia och Florens
- i syd mot provinsen Pisa
- i väst mot provinsen Massa-Carrara och Tyrrenska havet